# SN 1992A
SN 1992A – supernowa typu Ia odkryta 19 stycznia 1992 roku w galaktyce NGC 1380. Jej maksymalna jasność wynosiła 12,56m.